# نزف تحت الغشاء القحفي
النزف تحت الغشاء القحفي، ويُعرف أيضًا باسم الورم الدموي تحت الغشاء القحفي، هو نزيف يحدث في الفراغ المحتمل بين السمحاق القحفي لعظام الجمجمة وسمحاق فروة الرأس المعروف بالعَصَبَة الغُرَائية (نسيج ليفي كثيف يحيط بالجمجمة).[بحاجة لمصدر]

## الأعراض
عادةً ما يتم التشخيص سريريًا، حيث يظهر تورم متقلب القوام (لين ومتموج) في فروة الرأس، وخاصة في منطقة القذال، ومع كدمات سطحية في الجلد. يتطور التورم تدريجيًا خلال 12 إلى 72 ساعة بعد الولادة، رغم أنه قد يُلاحظ مباشرة بعد الولادة في الحالات الشديدة. ينمو الورم الدموي تحت الغشاء القحفي بشكل خفي، إذ ينتشر عبر القحف بالكامل وقد لا يتم التعرف عليه لعدة ساعات أو حتى أيام. إذا تراكمت كمية كافية من الدم، قد تُلاحظ موجة سائلة مرئية. قد يُصاب المرضى أيضًا بكدمات حول العينين تُعرف باسم(عيون الراكون).
قد يُصاب المرضى المصابون بورم دموي تحت الغشاء القحفي بصدمة نزفية، نظرًا لحجم الدم الذي يمكن أن يُفقد في الفراغ المحتمل بين السمحاق القحفي وعَصَبَة الغُرَاء القحفية، حيث أظهرت بعض الدراسات أن هذا الحجم قد يصل إلى 20-40% من حجم الدم الكلي عند حديثي الولادة.يختفي التورم اليافوخ ويتجاوز خطوط الدروز القحفية، مما يميّزه عن الورم الدموي الرأسي (بالإنجليزية: cephalohematoma)‏. حيث يقتصر النزف فيه على موقعه تحت السمحاق.
قد يُعاني المرضى المصابون بالنزف تحت الغشاء القحفي أيضًا من فرط بيليروبين الدم بشكل ملحوظ، نتيجة ارتشاف الدم المتحلل. وقد تُظهر التحاليل المختبرية انخفاضًا في نسبة الهيموغلوبين والهيماتوكريت نتيجة فقدان الدم في المساحة تحت الغشاء القحفي، كما قد تعكس اختبارات التجلط وجود اعتلال تخثرٍ كامن. وقد تم الإبلاغ عن معدل وفيات يتراوح بين 12-14% من الحالات، ويحدث غالبًا نتيجة فقدان دموي هائل يؤدي إلى صدمة، خاصة في حال وجود اضطرابات تخثر غير مصححة. ومع ذلك، فإن الكشف المبكر والعلاج الفوري يؤديان عادةً إلى نتائج جيدة، ولا تُسجَّل مضاعفات طويلة الأمد في معظم الحالات.

## الأسباب
تحدث الغالبية العظمى من حالات النزف تحت الغشاء القحفي لدى حديثي الولادة (بنسبة 90%) نتيجة استخدام الشفاط أثناء الولادة (الولادة بمساعدة جهاز الشفط). حيث يؤدي هذا الإجراء إلى تمزق الأوردة الموصلة (أي الأوردة التي تربط بين الجيب الوريدي السحائي وأوردة فروة الرأس)، مما يؤدي إلى تراكم الدم تحت الغشاء الليفي العضلي لفروة الرأس وفوق السمحاق. بالإضافة إلى ذلك، يرتبط الورم الدموي تحت الغشاء القحفي بحدوث إصابات دماغية مصاحبة بنسبة مرتفعة (40%)، مثل النزف داخل الجمجمة أو كسور الجمجمة. ولا توجد علاقة ذات دلالة إحصائية بين وجود هذه الإصابات وشدة النزف تحت الغشاء القحفي.[بحاجة لمصدر]

## التشخيص
يُعد التعرف المبكر على هذه الإصابة أمرًا بالغ الأهمية للبقاء على قيد الحياة. يحتاج الأطفال حديثو الولادة الذين خضعوا لولادة جراحية صعبة أو يُشتبه في إصابتهم بورم دموي تحت الغشاء القحفي إلى مراقبة مستمرة، تشمل قياس العلامات الحيوية بشكل متكرر (على الأقل كل ساعة)، بالإضافة إلى قياسات متسلسلة للهيماتوكريت ومحيط الرأس الأمامي القذالي، والذي يزداد بمقدار 1 سم مع كل 40 مل من الدم المتجمع في الحيز تحت الغشاء القحفي.
يمكن أن يكون تصوير الرأس، باستخدام الأشعة المقطعية (CT) أو التصوير بالرنين المغناطيسي (MRI)، مفيدًا في التمييز بين النزف تحت الغشاء القحفي ومصادر النزف القحفي الأخرى. كما يُعد التصوير بالموجات فوق الصوتية للرأس أداة تشخيصية فعالة في أيدي ممارس متمرس في تصوير رأس وفروة رأس المواليد، ويفضَّل استخدامه على الأشعة المقطعية لعدم احتوائه على إشعاع مؤين.
كما تُعد دراسات التخثر ضرورية لاكتشاف أي اضطرابات نزيفية قد تكون مرتبطة بالنزف.[بحاجة لمصدر]

## العلاج
يتضمن العلاج المراقبة الدقيقة والمستمرة على مدى عدة أيام لرصد أي تطور في الحالة، والتعامل مع المضاعفات عند حدوثها (مثل: الصدمة النزفية، وفرط بيليروبين الدم الغير مقترن، واليرقان الناتج عن تحلل خلايا الدم الحمراء).
تستطيع المساحة تحت الغشاء القحفي استيعاب ما يصل إلى 40% من حجم دم المولود، مما قد يؤدي إلى صدمة حادة أو حتى الوفاة.
قد تكون هناك حاجة إلى إعطاء سوائل بشكل دفعات (بالإنجليزية: bolus)‏ إذا كان فقدان الدم كبيرًا وظهرت على المريض علامات تسارع في ضربات القلب.
قد يكون نقل الدم والعلاج بالضوء ضروريين. كما قد يُستدل على وجود اعتلال في التخثر، مما يتطلب إجراء فحوصات للكشف عنه.[بحاجة لمصدر]